# Roio
Roio (anche Rojo) è una località del comune dell'Aquila comprendente quattro frazioni (Colle di Roio, Poggio di Roio, Roio Piano e Santa Rufina di Roio) che fino al 1927 costituivano il comune autonomo di Roio, poi Roio Piano, e oggi formano il II consiglio territoriale di partecipazione della città.

## Geografia fisica

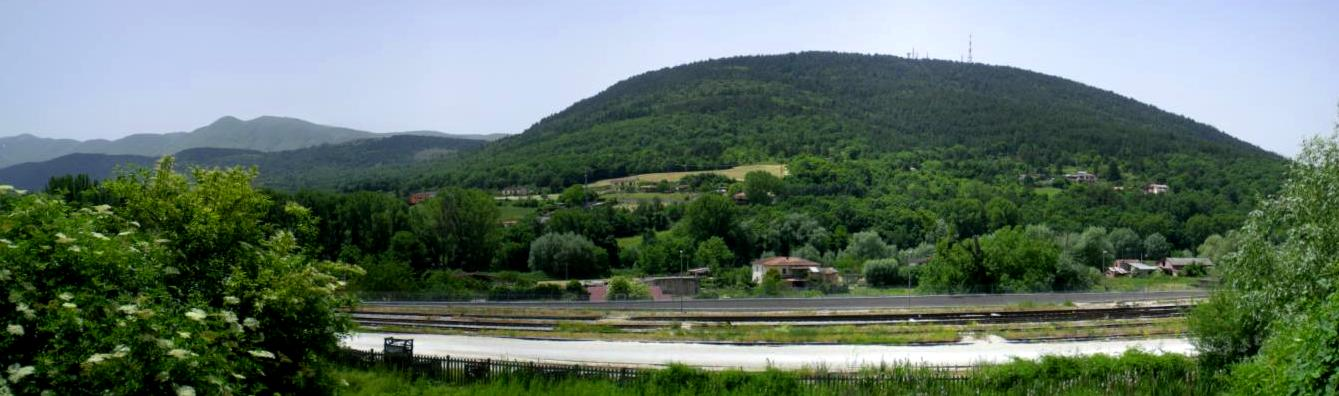
Monte Luco visto dall'Aquila.

Il territorio di Roio si sviluppa a sud-ovest della città dell'Aquila, tra i territori di Lucoli e Bagno, alle pendici di monte Luco, detto anche Colle di Roio, ed intorno ad un altipiano che anticamente fu probabilmente un bacino lacustre. L'area occupata è quella relativa al versante settentrionale del monte di Roio (La Costa Grande - 1420 m.), estremità meridionale gruppo montuoso di Monte Ocre-Monte Cagno della catena del Velino-Sirente e confine ideale con il territorio di Lucoli, infatti costeggiando il territorio di Lucoli si arriva in località "Iaccio delle rose" dove inizia il territorio di Bagno. Nel 1985/1990 quando furono istituite le circoscrizioni nel Comune dell'Aquila si riscontra il passaggio della cimetta di Le Quàrtora (1783 m) tramite una piccola risega da Bagno a Roio.

## Storia

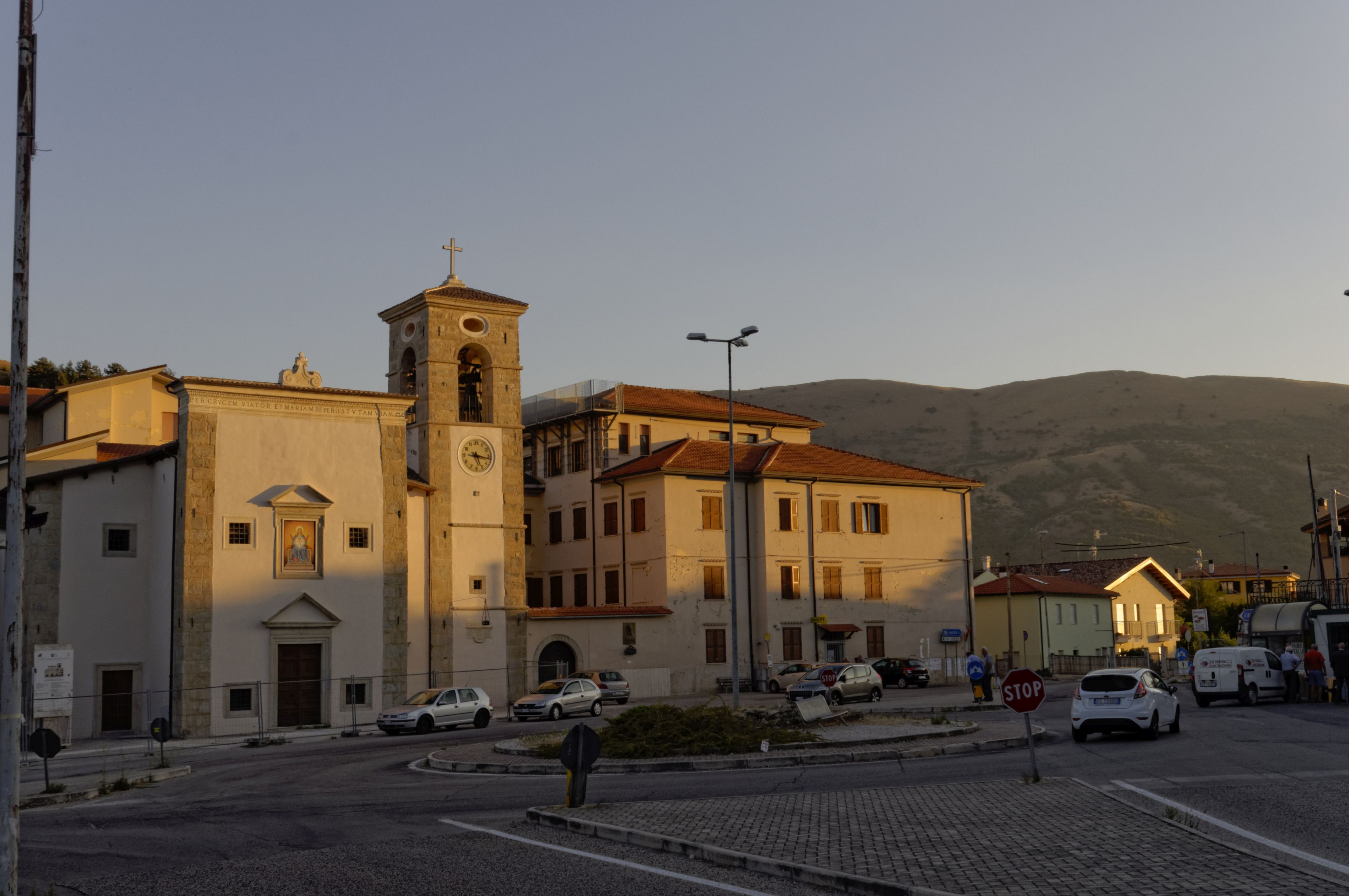
Il santuario della Madonna di Roio presso Roio Poggio (2017)

L'esistenza del castello di Roio è testimoniata già nel X secolo, ed è certamente precedente a quella dell'Aquila. Sul suo nome originario, Roge o Rogie, sono state fatte numerose ipotesi; esso potrebbe derivare dalla roia, ovvero il canale di scolo delle acque. Nel 1167 compare nel Catalogus Baronum con il nome di Rogeon Medium. Tra il 1154 e il 1159, nel paese ora chiamato Roio Piano, nacque il famoso monaco, poi anacoreta sui monti del Gran Sasso, Franco. Il religioso è venerato come Santo grazie ai numerosi miracoli a lui attribuiti.
Nel XIII secolo, la comunità roiana partecipò con altri castelli del contado alla fondazione dell'Aquila ricevendo dei locali nel quarto di San Giovanni. Il paese tuttavia mantenne una propria autonomia di cui rimane testimonianza in numerose carte, ove compare sotto il nome di Rodii, Castrum Rodii o Rodium. A questo secolo viene datata anche l'edificazione della chiesa di Poggio di Roio originariamente dedicata a San Leonardo ed oggi santuario della Madonna di Roio.
Nel 1529, L'Aquila fu punita da Filiberto d'Orange per aver parteggiato con i francesi; la città fu saccheggiata, costretta al pagamento di una esosa tassa e fu separata dal suo contado, che venne spartito in feudi e dato in possesso a capitani dell'esercito imperiale: il territorio di Roio toccò a Francesco da Prato. Successivamente il castello passò da una famiglia nobiliare all'altra, finché, nel XIX secolo, non furono abolite le feudalità.
Nel 1806, a causa della nuova suddivisione amministrativa voluta da Giuseppe Bonaparte entrò a far parte del Distretto di Aquila divenendo parte del Circondario di Aquila. Dal 1809 al 1829 venne accorpato al comune centrale di Bagno e nel 1830 riacquisì piena autonomia. In seguito alla creazione del Regno d'Italia, nel 1862, venne  cambiata la denominazione in Roio Piano dal nome dell'allora villa principale della località.

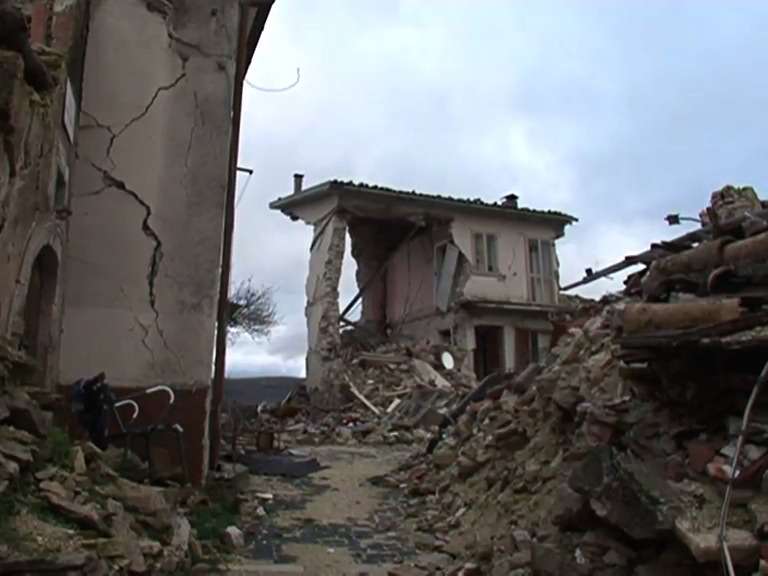
Crolli a Poggio di Roio causati dal terremoto dell'Aquila del 2009

Roio Piano rimase comune autonomo fino al 1927, quando fu accorpato all'allora comune di Aquila degli Abruzzi (oggi L'Aquila) per la creazione della cosiddetta Grande Aquila; da quel momento il suo territorio costituisce la II circoscrizione della città ed in località Poggio di Roio è presente una delegazione comunale.
Trattasi del Regio Decreto legge del 29 luglio 1927 numero 1564 che prevede la soppressione e l'annessione al comune di Aquila degli Abruzzi dei comuni di Arischia, Bagno, Camarda, Lucoli, Paganica, Preturo, Roio, Sassa, nonché la frazione di San Vittorino del comune di Pizzoli. Nel 1947 Lucoli dopo essere stato per 20 anni una frazione dell'Aquila fu il solo a riuscire a ritornare comune autonomo a differenza degli altri 7 comuni soppressi.
Sul finire del XX secolo Roio fu scelto per diventare polo dell'Università degli studi dell'Aquila: nella frazione di Poggio di Roio venne situata la sede della facoltà di Economia mentre sul monte Luco vennero realizzate moderne strutture destinate ad ospitare la Facoltà di Ingegneria.
L'intera area fu devastata dal terremoto dell'Aquila del 2009, il cui epicentro venne localizzato proprio nel territorio di Roio, in località Colle Miruci. I borghi vennero devastati dalla furia del sisma e si registrarono 3 morti, due dei quali nella frazione di Roio Piano e uno a Poggio di Roio. Tra gli edifici pubblici gravemente danneggiati dal sisma ci furono anche il Santuario della Madonna di Roio, la chiesa di San Marciano e le sedi delle due facoltà universitarie.
Nonostante i danni subiti la zona è stata scelta dal Dipartimento della Protezione Civile per accogliere alcuni residenti del centro storico e dei quartieri maggiormente colpiti dal sisma; le costruzioni provvisorie realizzate nel territorio di Roio in due diversi quartieri in località Poggio di Roio ospitano circa 900 sfollati.

## Monumenti e luoghi d'interesse

### Architetture civili
- Palazzo Palitti, storica masseria settecentesca a Poggio di Roio, restaurata dopo il terremoto.
- Palazzo Ciccozzi, del XVII, Roio Piano

### Architetture religiose
Santuario della Madonna di Roio
Nella frazione di Poggio di Roio si trova il santuario di Santa Maria della Croce, meglio conosciuto come santuario della Madonna di Roio, che custodisce l'omonima statua mariana. Il complesso, gravemente danneggiato dal terremoto dell'Aquila del 2009, è stato inserito nella lista dei 44 monumenti da adottare presentata dal Ministro dei beni e delle attività culturali Sandro Bondi.
La statua, secondo la tradizione, fu trovata da Felice Calcagno, un pastore originario di Lucoli, nel dicembre del 1578 in un bosco detto "Ruo", in località Tressanti in provincia di Foggia (un'altra versione parla di Ruvo di Puglia), durante il periodo della transumanza. Il pastore aveva smarrito parte del suo gregge e pregò la Vergine per evitare di essere punito dai padroni; gli apparve allora una donna con un bambino in braccio, immersi in una luce abbagliante. La donna indicò al giovane il luogo dove recuperare il gregge, cosa che effettivamente avvenne.
Alcuni pastori, accorsi sul posto dopo la notizia del ritrovamento miracoloso, vi trovarono una statua di cedro dorato in grandezza naturale, e il Calcagno vi riconobbe la figura che gli era apparsa. I pastori deciserò di attendere la primavera per riportare con loro sul dorso di un mulo la statua.
Sulla via del ritorno, quando i pastori giunsero al castello di Roio, davanti alla chiesetta di san Leonardo, il mulo che trasportava la statua si inginocchiò e non volle proseguire (è presente una lapide commemorativa lungo la via Mariana). I pastori portarono allora a spalla la statua a Lucoli. 
Il giorno seguente la statua era sparita e fu ritrovata a Poggio di Roio, dove il mulo si era fermato, e lì fu deciso di edificare il santuario mariano dove custodirla. Nel luogo dove il mulo si era inginocchiato era presente una croce e per questo motivo alla statua fu dato anche il titolo di "Madonna della Croce". Ora è meglio conosciuta come "Madonna della Transumanza", dopo le iniziative promosse e organizzate dal 1980 al 1990 dall'Associazione Culturale per la Storia della Civiltà della Transumanza (animata e presieduta da Carlo Frutti cultore del fenomeno della Transumanza).
La chiesa è stata ricostruita completamente nel XVI secolo, e ha un aspetto barocco a navata unica. L'interno è molto ben decorato da stucchi, che circondano l'altare con la statua della Madonna.
Chiesa dei Santi Marciano e Nicandro (Roio Piano)
La chiesa è il monumento storico principale del centro. Si trova fuori dal borgo, sorta nel XII secolo come chiesa cimiteriale, situata tutt'oggi presso il campo santo lungo la strada dell'attigua contrada Santa Rufina di Roio. La chiesa è molto importante perché nel 1254, con la fondazione dell'Aquila, dette il proprio nome alla nuova chiesa del Quarto San Giovanni, sempre intitolata ai Santi Marciano e Nicandro. Altra chiesa dei roiani all'Aquila è la trecentesca parrocchia di Santa Maria di Roio (via del Cardinale). Ciò fu una peculiarità rappresentativa di altri "castelli" fondatori della città, come Santa Giusta, Santa Maria Paganica, San Pietro a Coppito e San Giovanni d'Amiterno.
La chiesa attuale è frutto di una ricostruzione dopo il forte terremoto dell'Aquila del 1703. Il nuovo terremoto del 2009 ha fatto crollare l'intera facciata e parte del perimetro di sinistra, successivamente ricostruito con la facciata nel 2015. Soltanto il campanile a torre è rimasto puntellato. La chiesa ha impianto rettangolare a navata unica. La facciata è molto semplice, con i classici canoni severi dell'arte neoclassica. L'interno ha tele di pittori della scuola di Caravaggio, e volte a crociera, con piccole finestrelle laterali lungo il perimetro. Non vi sono particolari stucchi spiccanti.
Altre chiese
- Chiesa dell'Annunziata: a Colle di Roio.
- Chiesa di Santa Scolastica, a Poggio di Roio.
- Chiesa Madonna della Neve (Cona), a Roio Piano
- Chiesa della Madonna di Corte, vicino a Colle di Roio
- Chiesa di Santa Rufina e Seconda, a Santa Rufina

### Aree naturali

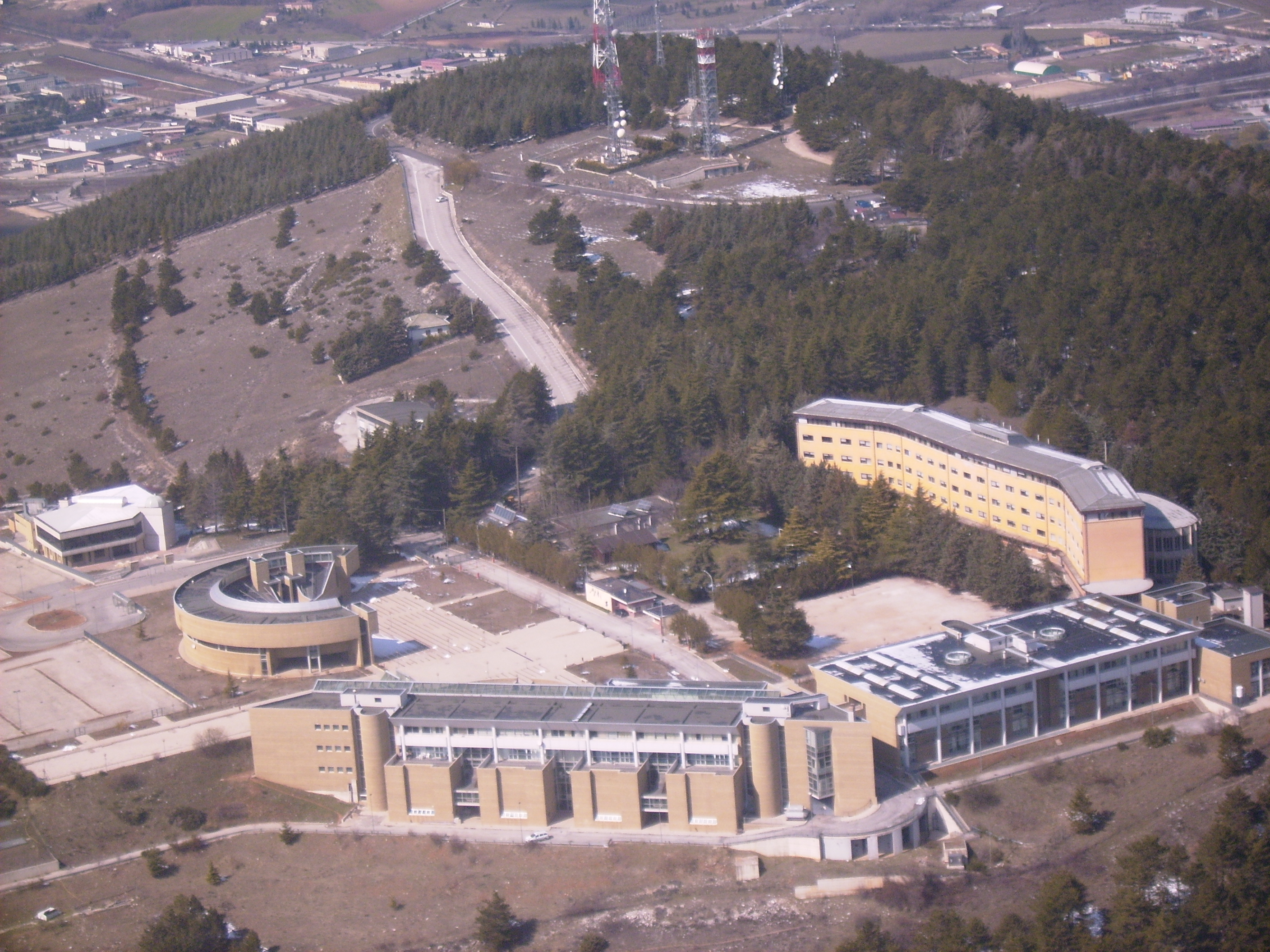
Polo didattico della Facoltà di Ingegneria dell'università

- Parco naturale del Monte Luco

## Cultura
- Università degli Studi dell'Aquila: presso il Monteluco è presente il palazzo del Polo didattico della Facoltà di Ingegneria, costruito negli anni '60. È l'edificio didattico in posizione più elevata del comprensorio universitario aquilano.

## Geografia antropica
È formato da alcune frazioni che, fino al 1927, costituivano il comune autonomo di Roio Piano. Tuttavia, con il termine Roio si intende spesso considerare l'intera area e le ville che lo compongono; ci si rivolge quindi ai seguenti centri:
| Frazione       | Altitudine | Abitanti | Note   |
| Colle di Roio  | 821 m      | 318      | [ 10 ] |
| Poggio di Roio | 831 m      | 739      | [ 11 ] |
| Roio Piano     | 810 m      | 520      | [ 12 ] |
| Santa Rufina   | -          | -        | [ 13 ] |
|                |            | 1 577    |        |

## Amministrazione
Nel 1806, sotto il Regno filo-francese di Napoli e con le riforme amministrative introdotte in quel periodo, nacque il comune di Roio, i cui organi furono quelli del sindaco, dei massari e dei decurioni; già nel 1809, però, Roio fu accorpato al comune centrale di Bagno come "comune riunito" e perdendo così autonomia amministrativa. Nel 1829 il re Francesco I delle Due Sicilie, su domande del comune riunito di Roio e altri, emanò il real decreto n. 2335 del 20 marzo 1829, con cui si stabiliva la ricostituzione del comune di Roio dal 1º gennaio 1830, con sindaco eletto dal decurionato. Con l'annessione al Regno d'Italia il sindaco diventò di nomina regia, mentre l'elezione indiretta fu introdotta nel 1896; intanto, dal 1862, il comune deliberò la modifica del nome in "Roio Piano". Dal 1925, con l'avvento definitivo del fascismo in Italia, a capo delle amministrazioni fu posto un podestà di nomina governativa; tuttavia, nel 1927, il comune di Roio Piano e diversi altri comuni limitrofi all'Aquila furono soppressi e definitivamente accorpati al capoluogo, nel progetto della cosiddetta Grande Aquila.